# Debi Nova
Debi Nova, née Deborah Nowalski Kader le 6 août 1980 à San José, Costa Rica est une auteur-compositrice-interprète.

## Biographie
Debi Nova collabore en tant que chanteuse et compositrice avec des artistes tels que Ricky Martin, Britney Spears, Sean Paul, The Black Eyed Peas...
En 2004, son titre One Rhythm se classe n°1 au Billboard Hot Dance Club Songs et fait partie de la bande originale du jeu vidéo FIFA Football 2005.
En 2010, elle participe à la 10e saison  de Danse avec les stars aux États-Unis. La même année, sort son 1er album solo Luna Nueva avec le single Drummer Boy,.
En 2012, elle collabore à l'écriture du titre One woman pour le projet Women without borders de l'ONU. MTV Latin America récompense Debi pour cette chanson qui dénonce les violences faites aux femmes,.Elle est l'ambassadrice de YUNGA, une organisation qui vient en aide aux enfants et à l'environnement.
En 2013, sort un EP de quatre titres intitulé Un Dia a La Vez.
En juin 2014, le single Emergencia est extrait de son prochain album Soy.

## Discographie

### Singles
- 2004 : One Rhythm
- 2004 : Drummer boy
- 2014 : Emergencia

### EP
- 2013 :  Un Dia a La Vez

### Albums
- 2010 :  Luna Nueva
- 2014 :  Soy

### Participations
- 2003 : Tomorrow de Mark Ronson
- 2005 : Qué Más Da de Ricky Martin
- 2006 : Timeless de Sergio Mendes
- 2008 : Circus de Britney Spears
- 2014 : Latin Lovers

### Collaborations
- 2003 : International Affair de Sean Paul
- 2003 : Latin Girls de The Black Eyed Peas
- 2005 : One Rhythm (Do Yard Riddim Mix), FIFA Football 2005
- 2011 : Si Quieres Decir Adiós de Franco De Vita
- 2012 : One Woman

## Récompenses
- 2011 : Prix MTV Chiuku au MTV Latin America